# گورستان ایشکوه آ
گورستان ایشکوه A مربوط به هزاره اول قبل از میلاد - دوره اشکانیان است و در شهرستان سیاهکل، بخش دیلمان، روستای ایشکوه واقع شده و این اثر در تاریخ ۱۹ مرداد ۱۳۸۴ با شمارهٔ ثبت ۱۲۸۱۱ به‌عنوان یکی از آثار ملی ایران به ثبت رسیده‌است.